# Maria Emilia Czerniewska
Maria Emilia Czerniewska (ur. 24 listopada 1902 w Kozłowie w guberni tambowskiej, zm. 8 października 1968 w Warszawie) – polska statystyczka specjalizująca się w tematyce rolnej.

## Życiorys
Była córką Włodzimierza Taube i Heleny z Gogulskich. Przyszła na świat w rodzinie inteligencko-wojskowej. W 1915 wraz z rodziną wyjechała do Moskwy w bieżeństwo. W Kozłowie skończyła ośmioklasowe gimnazjum, w Moskwie szkołę średnią (matura 1918). Do 1920 studiowała na Akademii Rolniczej w Moskwie, potem przez dwa lata na Wydziale Przyrodniczym Uniwersytetu Moskiewskiego.
W 1922 przyjechała do Polski. Pracowała w dziale rolnym Wydziału Spisów Ludności GUS. Opracowała wyniki Pierwszego Powszechnego Spisu Ludności z 1921. W 1927 przeniesiono ją do Wydziału Statystyki Rolnej i Cen. Tam pracowała kolejno jako podreferendarka, od 1932 jako zastępczyni kierownika referatu produkcji roślinnej, od 1936 kierowniczka sekretariatu Komitetu Redakcyjnego GUS. Pracowała również w sekretariacie Komitetu Redakcyjnego wydawnictw GUS. Redagowała publikacje poświęconej statystyce rolniczej. W listopadzie 1938 została kierowniczką Referatu II Statystyki Rolnej w GUS.
W 1933 w Warszawie poślubiła statystyka Konstantego Czerniewskiego.
W latach 1939–1940, z powodu wojny, tułała się po kraju. Od 1940 była statystyczką w Wydziale Szpitalnictwa Zarządu Miejskiego w Warszawie. W czasie powstania warszawskiego została wywieziona do obozu pracy pod Berlinem. Do Warszawy, a tym samym pracy w GUS, wróciła w połowie maja 1945. Pracowała jako radczyni, a po roku została naczelniczką Wydziału Statystyki Rolnictwa i Leśnictwa. W 1946 zorganizowała spis rolny. Rozbudowywała sieć korespondentów rolnych.
Między 2 marca 1948 a 5 stycznia 1949 była aresztowana przez UB i więziona przy ul. Rakowieckiej 37. Postawiono jej fikcyjne zarzuty. Nie mogła wrócić do pracy w GUS mimo starań dyrekcji. Dzięki pozytywnej opinii wiceprezesa GUS, Zygmunta Padowicza, od 1949 mogła pracować w Wydziale Ekonomiki Rolnej Gospodarstw Wiejskich Instytutu Gospodarstwa Wiejskiego i Leśnictwa. Z początkiem 1950 zaczęła pracę w Instytucie Ekonomiki Rolnej w Warszawie. W 1954 została kierowniczką Zakładu Badania Dochodowości i Organizacji Rachunkowości Rolnej. Dwa lata później otrzymała docenturę, a w 1964 profesurę nadzwyczajną.
Zarówno przed 1939, jak i po II wojnie światowej publikowała prace naukowe, które wydał GUS. Po 1945 jej prace ukazywały się w Państwowym Wydawnictwie Rolniczym i Leśnym. Publikowała w „Biuletynach wewnętrznych Instytutu Ekonomiki Rolnej”, „Rocznikach Nauk Rolniczych”, „Rocznikach Socjologii”, „Zeszytach Problemowych Postępów Nauk Rolniczych”,  „Wiadomościach Statystycznych”, „Zeszytach Ekonomiki i Planowania”, „Studiach i Materiałach IER”, „Zagadnieniach Ekonomiki Rolnej”. Była współautorką podręcznika dla liceów statystycznych Sprawozdawczość statystyczna (1955) oraz Uproszczonej książki do prowadzenia rachunkowości rolnej w gospodarstwach indywidualnych (1960). Napisała (wraz z pozycjami współautorskimi i redaktorskimi) około 100 publikacji.
Była członkinią Komitetu Ekonomiki Rolnictwa Wydziału V Polskiej Akademii Nauk i Komitetu Żywności i Żywienia.
Została pochowana w grobie rodzinnym na Cmentarzu Ewangelicko-Reformowanym w Warszawie.

## Nagrody i wyróżnienia
- Medal Dziesięciolecia Odzyskanej Niepodległości (1929)
- Brązowy Medal za Długoletnią Służbę (1938)
- Srebrny Krzyż Zasługi (1938)
- Złoty Krzyż Zasługi (1959)
- Krzyż Kawalerski Orderu Odrodzenia Polski (1964)
- Złota odznaka z okazji 50-lecia pracy GUS (1968)[1][2].